# Robert Gruber
Robert Gruber (* 5. April 1982 in Göppingen) ist ein deutscher Baseballspieler, der bei den Heidenheim Heideköpfen als Pitcher spielte. Er gehörte zum deutschen Aufgebot der Weltmeisterschaften 2007 und 2009.

## Karriere

### Junioren
Gruber nahm an den Europameisterschaften 1998 in Ostrava und 1999 in Mainz teil.

### Aktive
Robert Gruber zählte bereits im Aufstiegsjahr 2000 zum Bundesliga-Kader der Heidenheim Heideköpfe und gehörte ihm seitdem mit Ausnahme der Spielzeiten 2003 und 2004 an. Da spielte er für die Cologne Cardinals. Er errang die erste Deutsche Meisterschaft mit den Heidenheim Heideköpfen 2009 sowie alle folgenden 2015, 2017, 2019 und 2020 ebenso wie 2019 den Sieg beim CEB Cup.
Mit der Nationalmannschaft nahm er an den Europameisterschaften in Prag (2005), Barcelona (2007) und Stuttgart, Heidenheim, Neuenburg (2010) teil. Bei der Heim-EM 2010 konnte seit 1975 wieder eine Bronze-Medaille errungen werden.
Er nahm an den Weltmeisterschaften 2007 in Taiwan und 2009 in Regensburg teil.